# Seodongtan (métro de Séoul)
Seodongtan (en coréen 서동탄) est une station de la ligne 1 du Métro de Séoul. Elle dessert les villes de Hwaseong et Osan dans le Gyeonggi-do, en Corée du Sud. 

## Situation sur le réseau

Plan du réseau (2023)

## Histoire
La station Seodongtan est mise en service le 26 février 2010., à côté du dépôt de Byeongjeom. Il dessert principalement les résidents qui habitent dans la nouvelle ville de Dongtan.

## Services aux voyageurs

### Desserte

Installations
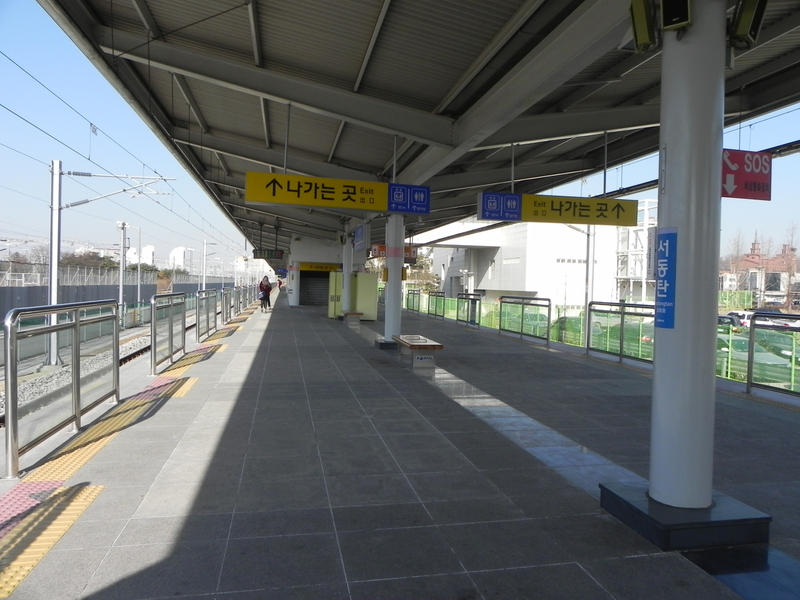
En 2012.
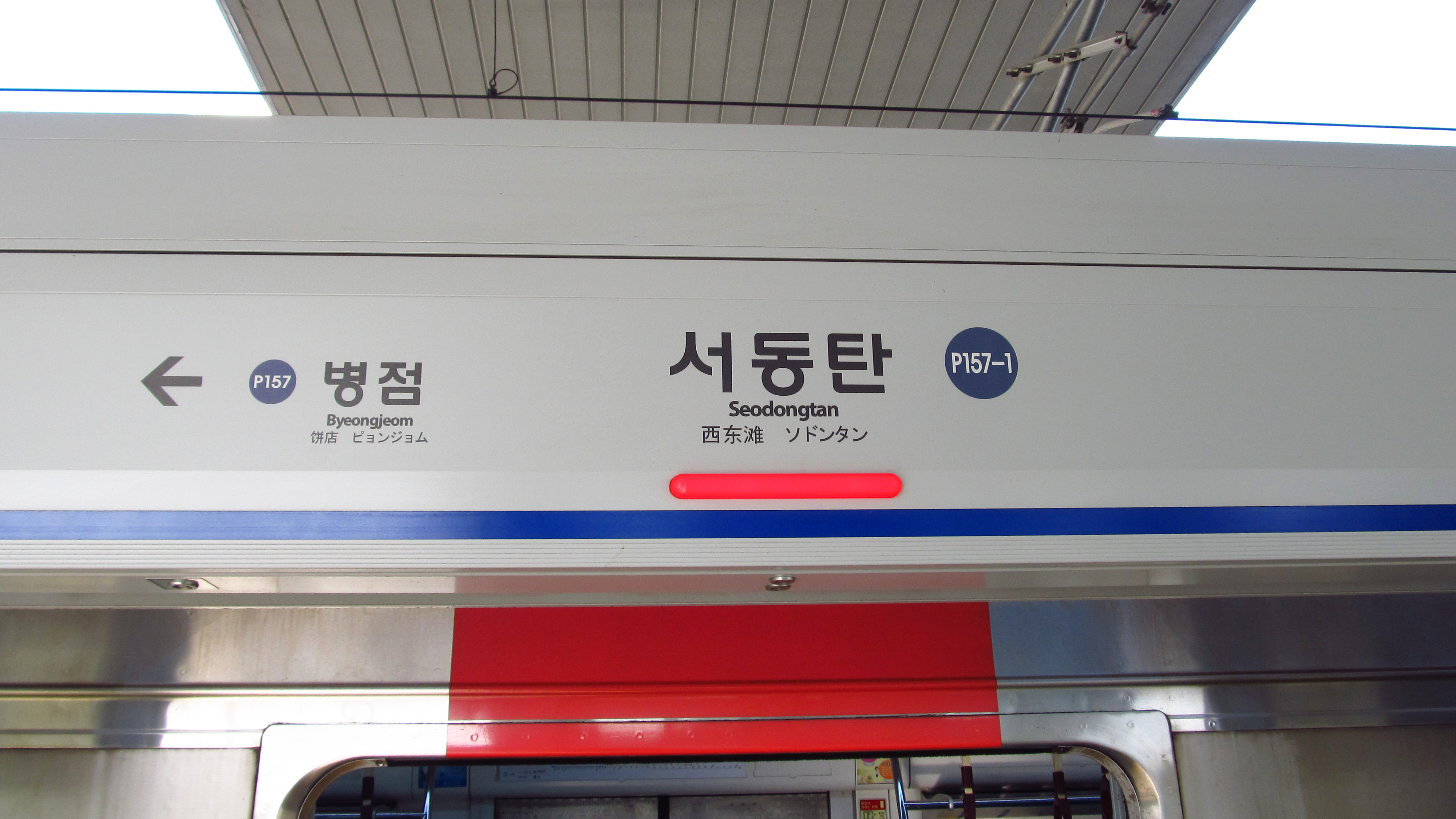
En 2019.
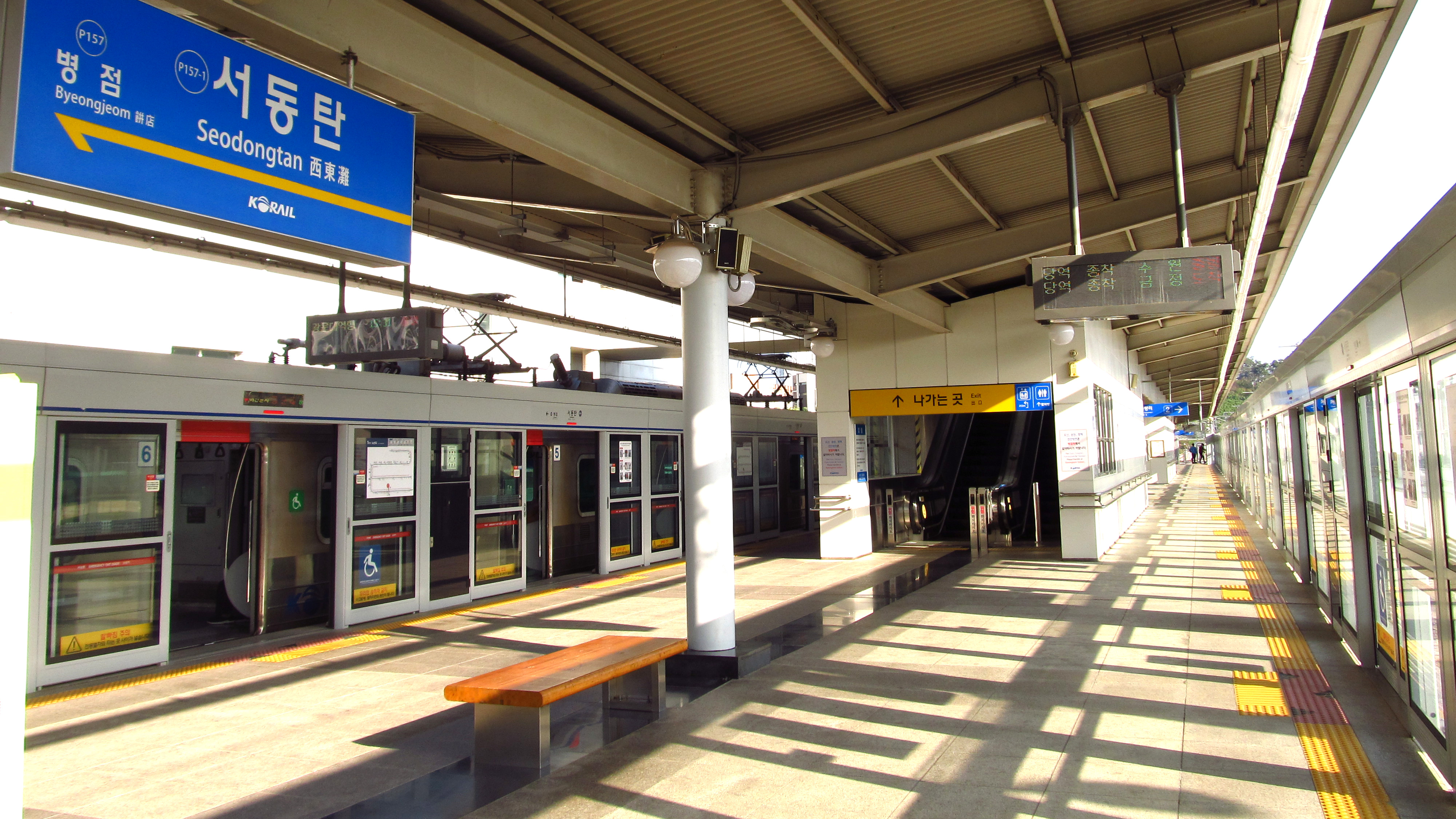
En 2019.